# Tiago Girão
Tiago Girão (Lisboa, 30 de novembro de 1984) é um jogador de rugby union português.
Joga habitualmente como Terceira Linha. Atuou no CDUL, transferindo-se em 2007 para o CRC Madrid Noroeste. Aí permaneceu até ao fim da época 2008-2009, altura em regressou ao seu anterior clube, o CDUL.
A estreia pela Selecção Portuguesa de Râguebi aconteceu num jogo entre a Geórgia e Portugal a 11 de Março de 2006.
Esteve presente na Seleção Nacional que jogou na fase final do Campeonato do Mundo de 2007. Entrou em três jogos.
Conta actualmente com vinte e oito jogos pela Selecção Nacional.